# Criquetot-sur-Ouville

Criquetot-sur-Ouville este o comună în departamentul Seine-Maritime, Franța. În 1 ianuarie 2022 avea o populație de 803 de locuitori.

## Personalități născute aici
- Charles Angrand (1854 - 1926), pictor.